# Cliffton Jesse Rompies
Cliffton Rompies Jesse (nacido en Yakarta, el 30 de agosto de 1977) es un cantante y director de cine indonesio, graduado en el instituto superior de IKJ.

## Carrera
Su carrera artística comenzó incursionando en la música, integrándose primeramente a una banda musical llamada, Desta. Más adelante formaría parte de la banda, Clubeighties, como guitarrista y además como compositor de varios temas musicales que lo llevó a su banda a la fama. Después de dedicarse a la música, Rompies se incursionó en el mundo del cine, donde ha trabajado como director cinematográfico y de videoclips musicales. Como guitarrista y cantante, Cliff ha lanzado un álbum en solitario desde 2008 con grandes éxitos, entre ellos su primer sencillo titulado 'Dance'.
Además es hermano mayor del cantante Vincent Ryan Rompies, quien también fue miembro de la banda CLubeighties como bajista.

## Discografía
bersama Clubeighties
- Clubeighties
- 1982
- Summer 83
- Summer Move On
- 80 kembali

Album solo
- Clifftones